# Palacio de Orellana
El palacio de Orellana, situado en calle San Pablo, esquina a calle de Jesús en Salamanca (España), también conocido como Palacio del Marqués de la Conquista o del Marqués de Albaida, constituye un interesante ejemplo de arquitectura clasicista, con influencias manieristas. Fue edificado por el canónigo Francisco Pereira de Anaya, en 1576. El maestro cántabro Juan Ribero de Rada también participó en su construcción.

## Características
Su fachada, con frente a la plaza de Colón, presenta dos cuerpos separados por simples cornisas, rematado en galería adintelada a base de pilares con zapatas, destacando la alternancia de frontones rectos y curvos que decoran los vanos del segundo piso. En uno de los extremos de la fachada se alza la torre, que repite en su remate la galería del cuerpo principal.
En su interior, el conjunto presenta un patio irregular con forma de L con dos galerías en cada lado, la inferior con arcos de medio punto y adintelada la superior, con óculos en las enjutas.
Uno de los elementos más originales y destacados del inmueble es la escalera de comunicación de la galería baja y alta; situada en uno de los extremos de la fachada y detrás de la torre. La caja, casi un cuadrado, se abre al patio mediante un amplísimo vano adintelado.
En el siglo XIX se amplió el palacio en el solar que dejó el derribo de la iglesia de San Adrián.
Fue declarado Bien de Interés Cultural con categoría de Monumento el 16 de marzo de 2000, publicándose en el BOCYL el 21 de marzo de 2000 y el 6 de junio de 2000 en el BOE.